# V832 Геркулеса
V832 Геркулеса (лат. V832 Herculis), HD 155989 — тройная звезда в созвездии Геркулеса на расстоянии приблизительно 1076 световых лет (около 330 парсек) от Солнца. Видимая звёздная величина звезды — от +8,84m до +8,8m.

## Характеристики
Первый компонент — жёлтый гигант, эруптивная переменная звезда типа RS Гончих Псов (RS) спектрального класса G5III*, или G5. Масса — около 2,552 солнечной, радиус — около 8,168 солнечного, светимость — около 39,256 солнечной. Эффективная температура — около 5375 K.
Второй компонент — жёлто-белая звезда спектрального класса G-F. Масса — около 1,2 солнечной. Орбитальный период — около 122,56 суток.
Третий компонент — коричневый карлик. Масса — около 32,27 юпитерианской. Удалён в среднем на 2,044 а.е..